# Irena Maślińska
Irena Maślińska (ur. 10 kwietnia 1918 w Rosławiu, zm. 12 maja 2002 w Gdańsku) – polska aktorka teatralna i filmowa.

## Życiorys
Urodziła się 10 kwietnia 1918 w Rosławiu k. Smoleńska jako Irena Dudkiewicz.
W 1986 na 26. Kaliskich Spotkaniach Teatralnych otrzymała nagrodę za kultywowanie tradycji sztuki aktorskiej.
Przyczyniła się do wydatnego wzrostu poziomu artystycznego Teatru Polskiego w Poznaniu.
Była żoną Stanisława Hebanowskiego. Z tego związku urodziły się: Joanna Estera (ur. 1951) i Maria (ur. 1953), żona Przemysława Grudzińskiego.
Zmarła w Gdańsku, pochowana 17 maja 2002 na cmentarzu Łostowickim.

## Teatry
- Teatr Miejski w Wilnie (1944)
- Teatr Ziemi Pomorskiej w Toruniu (1945–1948)
- Teatry Dramatyczne w Poznaniu (1948–1962)
- Teatr "5" w Poznaniu (1962–1965)
- Teatr Polskim w Poznaniu (1965–1966, 1984–1986)
- Teatr Wybrzeże w Gdańsku (1969–1982, 1987–1992)[6]
- Teatr Dramatycznym w Szczecinie[5]

## Filmografia
- Seksolatki (1971) jako właścicielka stancji
- Z tamtej strony tęczy (1972)
- Drzwi w murze (1973) jako kobieta ze snu
- S.O.S. (serial telewizyjny, 1974) jako siostra Ewy Szmidt
- Ile jest życia (serial telewizyjny, 1974) jako żona Sierawskiego
- Tango ptaka (1980) jako kobieta z kwiatami
- Jan Serce (serial telewizyjny, 1981) jako Helena Stawska, matka Lusi

## Spektakle Teatru TV
- Końcówka (1958)
- Lombard złudzeń (1958)
- Dziecinni kochankowie (1965) jako Elżbieta de Groulingen
- Idzie żołnierz borem lasem (1966)
- Dlaczego mnie budzą? (1972) jako Antiqua Mankabona
- Jenny (1973) jako Klara
- Malowidło na drzewie (1973) jako Karin, żona rycerza
- Justyna (1974) jako Marta Korczyńska, siostra Benedykta
- Odchodząc, obejrzyj się (1978) jako Barbara Antonowna
- Rogacz wspaniały (1978) jako niańka
- Czerwony Bukiet (1981) jako Stara Anielska
- Fałszywa moneta (1982) jako staruszka
- Tristan i Izolda (1996) jako stara kobieta

Źródło:.

## Odznaczenia
- Złoty Krzyż Zasługi (1977)
- Odznaka „Zasłużony Działacz Kultury” (1978)

Źródło:.